# 柏野健三
柏野 健三（かしの けんぞう、1948年6月19日 - ）は、日本の福祉経済学者。英国救貧法、ウィリアム・ベヴァリッジ研究者。英国思想・ベヴァリッジ研究所代表。2013年より日本イノベーション・創造研究所代表も兼務する。岡山県出身。元帝塚山大学心理学部教授。専門は社会福祉原論・社会政策論。

## 経歴
- 1979年四国学院大学大学院文学部研究科修士課程修了（文学修士）
- 1987年ロンドン・スクール・オブ・エコノミクス　リサーチ・スカラー
- 1988年ロンドン・スクール・オブ・エコノミクス　アカデミック・ビジッター

その後、熊本短期大学（現 熊本学園大学）教授、岡山商科大学法学部教授兼大学院経済学研究科修士課程教授、福井県立大学看護福祉学部教授兼大学院看護福祉学研究科修士課程教授。
- 2014年3月帝塚山大学心理学部地域福祉学科を定年退職する。

## 著書
- 『社会政策の歴史と理論―救貧法から社会保障へ』西日本法規出版、1998年（ふくろう出版、2005年）
- 『英国社会福祉政策の発達』西日本法規出版、2003年）

### 訳書
- ロバート・ピンカー(Robert Pinker)著『社会福祉学原論』岡田藤太郎共訳（海声社,　1985年）
- パトリシア・セイン(Patricia Thane)『福祉国家の建設』（海声社,　1989年）
- ジョゼ・ハリス『福祉国家の父　ベヴァリッジ　その生涯と社会福祉政策』西日本法規出版、1995-99
- HMG（英国政府）『新福祉契約　英国の野心』（帝塚山大学出版会、2008年）
- HMG（英国政府）著『英国の挑戦-いかにして子どもを虐待から守るのか- ヴィクトリア・クリンビー調査報告と児童保護共同首席監察官報告に対する政府の応答』相川貴文・大岡由佳・才村眞理・杉本正・野口晴利・渡辺嘉久共訳（帝塚山大学出版会、2010年）
- ロード・ベヴァリッジ『ロンドン大学ロンドン・スクール・オブ・エコノミックス(LSE) 激動と躍進の18年(1919～1937)』（英国思想・ベヴァリッジ研究所, 2010年)
- HMG（英国政府）著『犯罪被害者のために何ができるのか 「英国の尊厳」先進的ビジョンとアプローチ』才村眞理・杉本正・周防美智子・高田さやか共訳（帝塚山大学出版会、2011年）

## リンク
- 柏野健三公式サイト